# Spazialismo
|  | Dieser Artikel wurde auf der Qualitätssicherungsseite des Projekts Bildende Kunst eingetragen. Die Mitarbeiter der QS-Bildende Kunst arbeiten daran, die Qualität der Artikel aus dem Themengebiet Kunst auf ein besseres Niveau zu bringen. Bitte hilf mit, die Mängel dieses Artikels zu beheben und beteilige Dich an der Diskussion. |

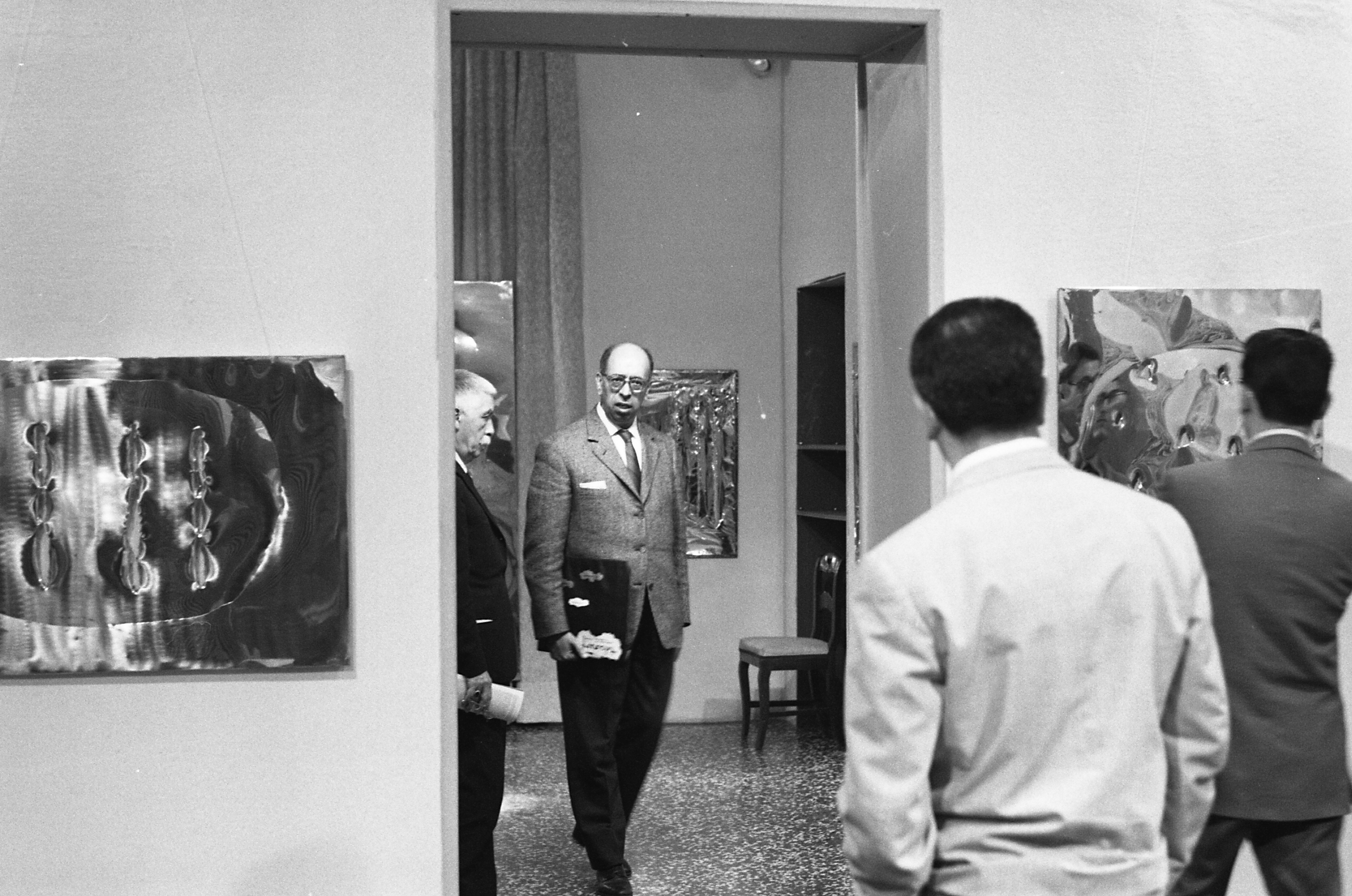
Lucio Fontana in der Galleria Ariete in Mailand, 1962; Foto: Paolo Monti

Spazialismo ist ein in den 1940er Jahren von dem italienischen Avantgardekünstler Lucio Fontana geprägter Begriff für sein Konzept von Kunst, das „eine Variante der Art informel darstellte“.
Nach der Definition des deutschen Architekten und Kurators Marc Mer ist Spatialismus eine Kunstauffassung, die besagt, dass jede Kunst, jede Kunstaktion, überhaupt „alles, was getan werden kann“, den Raum benötigt, „mithin eine Affäre des Raumes ist.“ Andererseits könne „alles, was zu tun ist“, nur mit Dingen getan werden, sodass „Affären des Raumes“ „allesamt Affären mit Dingen sind.“

## Manifeste
Vertreter des Spazialismo haben ihre Ideen häufig in Form von Manifesten oder Flugblättern verbreitet.
- 1946:  Manifiesto blanco, unterzeichnet von Lucio Fontana und Studenten der Escuela de Altamira
- 1947:  Primo manifesto dello Spazialismo, unterzeichnet von Beniamino Joppolo, Lucio Fontana, Giorgio Kaisserlian, Milena Milani[4]
- 1948: Secondo manifesto dello Spazialismo, unterzeichnet von Lucio Fontana, Gianni Dova, Beniamino Joppolo, Giorgio Kaisserlian, Antonino Tullier
- 1950: Proposta di un Regolamento del Movimento Spaziale, unterzeichnet von Lucio Fontana, Milena Milani, Giampiero Giani, Beniamino Joppolo, Roberto Crippa, Carlo Cardazzo
- 1951: Manifesto tecnico dello Spazialismo, unterzeichnet von Lucio Fontana[5]
- 1951: Manifesto dell'Arte Spaziale, unterzeichnet von  Anton Giulio Ambrosini, Giancarlo Carozzi, Roberto Crippa, Mario Deluigi, Gianni Dova, Lucio Fontana, Virgilio Guidi, Beniamino Joppolo, Milena Milani, Berto Morucchio, Cesare Peverelli, Vinicio Vianello
- 1952: Manifesto del Movimento spazialista per la televisione, unterzeichnet von Anton Giulio Ambrosini, Burri, Roberto Crippa, Mario Deluigi, De Toffoli, Gianni Dova, Donati, Lucio Fontana, Giancarozzi,  Giampiero Guidi, Beniamino Joppolo, La Regina, Milena Milani, Berto Morucchio, Cesare Peverelli, Tancredi Parmeggiani, Vinicio Vianello[6]
- 1958: VIII Manifesto dello Spazialismo
- 2016: Manifesto dello Spazialismo Transgeometrico[7]